# Tatiana de Rosnay
Tatiana de Rosnay (ur. 28 września 1961 w Neuilly-sur-Seine) – francuska pisarka.

## Życiorys
Tatiana de Rosnay urodziła się 28 września 1961 na przedmieściach Paryża. Jest córką naukowca Joëla de Rosnaya i siostrzenicą historyka Hugh Thomasa. W 1980 przeniosła się do Anglii i uzyskała tytuł licencjata literatury angielskiej na Uniwersytecie Anglii Wschodniej w Norwich. Po powrocie do Paryża w 1984 była rzecznikiem prasowym, a następnie rozpoczęła pracę jako dziennikarz i krytyk literacki dla magazynu psychologii. Od 1992 opublikowała dziesięć powieści. Jej książka Klucz Sary została wydana w 38 językach i sprzedała się w ponad trzech milionach egzemplarzy. Na podstawie tej książki powstał film pod tym samym tytułem.